# Eugène Pottier

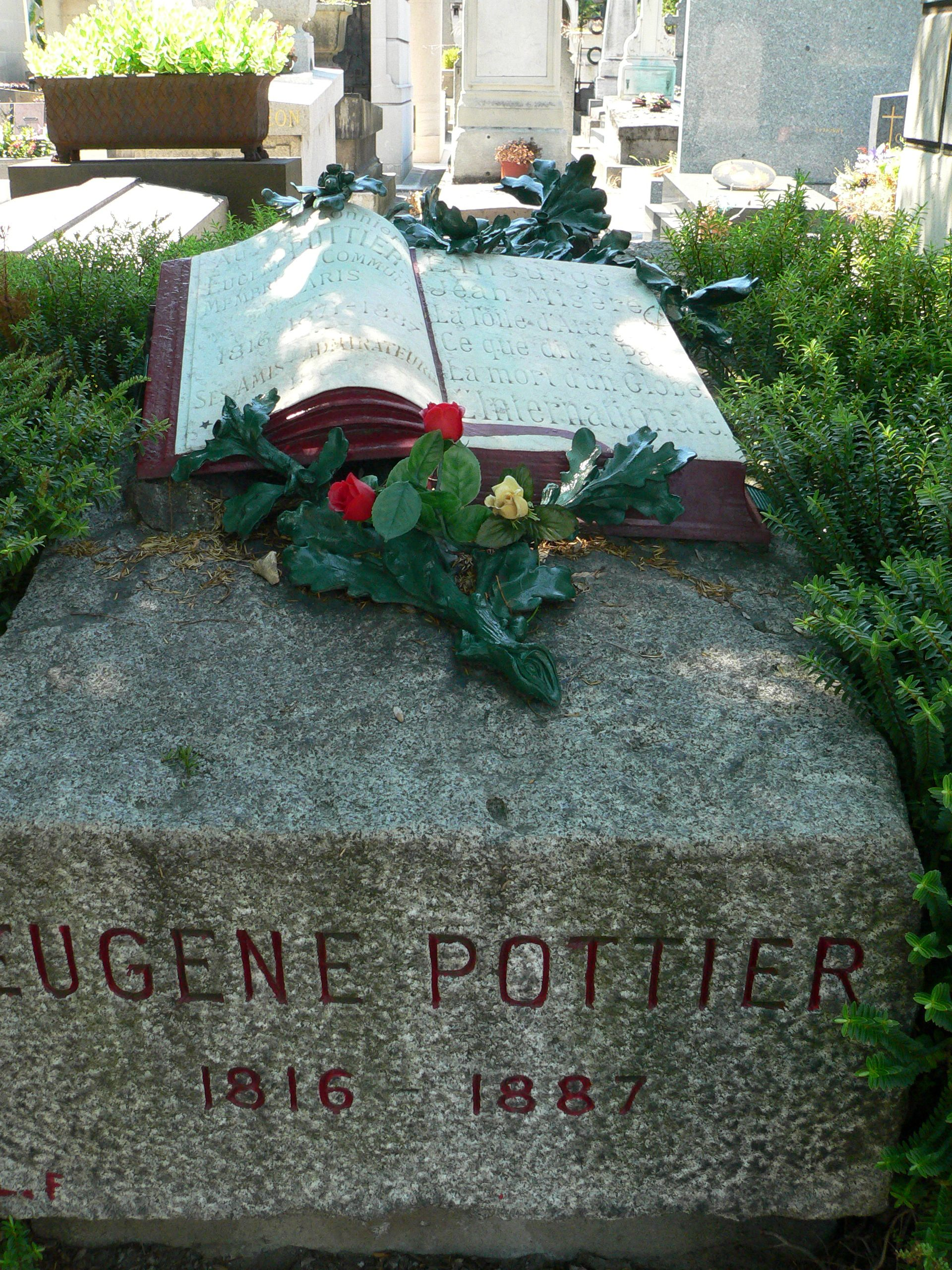
Eugène Pottiers gravsten.

Eugène Edine Pottier, född 4 oktober 1816 i Paris, död 6 november 1887, var en fransk transportarbetare och kommunard, som bland annat skrev sången "Internationalen".